# Фоменко, Пётр Емельянович
Пётр Емельянович Фоменко (25 августа (6 сентября) 1886 — 4 августа 1960, Вайнленд) — участник Белого движения на Юге России, есаул Запорожского отдельного конного дивизиона.

## Биография
Казак станицы Старо-Минской Ейского отдела Кубанской области.
На военной службе с 23 января 1908 года. В Первую мировую войну вступил подхорунжим 1-го Запорожского казачьего полка. За боевые отличия был награждён Георгиевским крестом 4-й степени и произведен в прапорщики 15 ноября 1915 года. Произведен в хорунжие 28 мая 1916 года, в сотники — 12 сентября 1917 года.
В Гражданскую войну участвовал в Белом движении на Юге России, во ВСЮР и Русской армии — есаул Запорожского отдельного конного дивизиона. Был награждён орденом Св. Николая Чудотворца. Эвакуировался из Крыма на остров Лемнос.
В эмиграции в Югославии. Осенью 1925 года — войсковой старшина 2-го Сводно-Кубанского казачьего полка, в 1931 году возглавлял кадр 4-й Запорожской сотни. В годы Второй мировой войны служил в Русском корпусе. После войны переехал в США. Состоял председателем Вайнлендского отдела Союза чинов Русского корпуса, атаманом местной кубанской станицы и членом Кубанского войскового совета. Умер в 1960 в Вайнленде. Был женат, имел сына и дочь.

## Награды
- Георгиевский крест 4-й ст. (номер неизвестен)
- Орден Святой Анны 4-й ст. с надписью «за храбрость»
- Орден Святого Станислава 3-й ст. с мечами и бантом
- Орден Святителя Николая Чудотворца (Приказ Главнокомандующего № 501, 31 октября 1921)